# Bitva u Kamenice nad Lipou
Bitva u Kamenice nad Lipou byla válečným střetem mezi oddíly spojeného táboritsko-sirotčího husitského svazu pod velením Bohuslava VI. ze Švamberka a vojskem vedeným Menhartem II. z Hradce během husitských válek, přesněji v mezidobí vyslání druhé a třetí křížové protihusitské výpravy. Odehrála se 31. října 1425 u rybníka Kalich v okolí Kamenice nad Lipou v jižních Čechách. Skončila porážkou Menhartova vojska, obležením a dobytím kamenické tvrze.
Jednalo se o jeden z mála větších polních střetů husitských válek během roku 1425.

## Pozadí
Úmrtí Jana Žižky z Trocnova 11. října 1424 u Přibyslavi vyvolalo mezi jednotlivými husitskými frakcemi, především mezi tábority a tzv. sirotky, ideové a posléze také bojové rozpory. Již roku 1424 spolu husitské svazy svedly první vzájemné bitvy, mj. u Strauchova dvora, na jaře roku 1425 se pak rozhořely boje především v jižních a východních Čechách, kde docházelo k vzájemnému obléhání a obsazování kališnických hradů. Začátkem roku byl pak z Žižkových sirotků v čele s Janem Roháčem z Dubé s táborským vojskem Jana Hvězdy z Vícemilic (zvaného též Bzdinka) utvořen silný bojový svaz, který převzal hlavní iniciativu bojů. Zamířil do východních Čech, kde s úspěchem ovládli či zničili řadu tvrzí, ovládli města Vysoké Mýto a Litomyšl či hrad Rychmburk. Po dosažení těchto úspěchů se pokusili dobýt též umírněné Nové Město pražské, ale jejich útok proti hradbám uskutečněný 31. března 1425 ztroskotal.
Po této akci zamířilo spojenecké vojsko, posílené kontingentem žatecko-lounského svazu, ke Slanému, který dobyli, pak postupovali k Roudnici a došlo k obležení hradů Žebráku a Točníku. Posádky obou pevností však náporu husitů odolaly a 5. května vojsko odtáhlo na Plzeňsko, kde dobylo vodní tvrz Švihov. V dalších dnech husité zamířili na Příbramsko, kde se zmocnili tvrze Obořiště (6. června). Následně se jednotlivé svazy rozešly a pokračovaly v bojích každý na svou pěst. Hvězda se pak se svým svazem vydal k Sedlčanům, opět na Plzeňsko, a v polovině září pak jeho voj ve spojení s tábority oblehl Mladou Vožici, bráněnou Maternou z Ronova. Pětitýdenní obléhání bylo pro husity úspěšné, v jeho závěru byl však Jan Hvězda smrtelně postřelen a o dobytí Vožice se již dozvěděl na lůžku. Zprávu o sepsání tzv. Vršovického míru mezi sirotky a tábority ve Vršovicích u Prahy již nejspíše nedostal, neboť zemřel 17. nebo 18. října 1425. Do čela svazu byl pak postaven jako vrchní hejtman Bohuslav VI. ze Švamberka.

## Bitva
Nedlouho po zprávách o smíru se táboritsko-sirotčí svaz vydal k tažení směrem na Moravu s úmyslem podpořit táboritskou posádku třebíčského kláštera, na který se chystal útok. Rozhodli se postupovat jihovýchodním směrem ke Kamenici nad Lipou, která byla v držení Menharta z Hradce, umírněného utrakvisty a zároveň nepřítele radikálů. (S Janem Hvězdou se Menhart střetl již roku 1423 v bitvě u Horních Dubenek.)  
Mezi husitským svazem a vojskem Menharta z Hradce pak došlo 31. října v okolí rybníka Kalich poblíž Kamenice k polnímu střetu, ve kterém byl Menhart se svými muži poražen a zahnán k ústupu. Část jeho vojska se uchýlila do kamenického hradu, který se však byl nucen po krátkém obléhání vzdát, následkem čehož byl husity pobořen.
Přesné zprávy o počtech padlých nejsou dochovány, lze však předpokládat, že Menhartovo vojsko v bitvě utrpělo znatelné ztráty. Střetu této velikosti se v dobovém kontextu mohlo celkově účastnit několik set, maximálně několik tisíc bojovníků. 

## Důsledky
Krátce poté bylo husitské vojsko odraženo při útoku na Počátky, které Menhart z Hradce se svou posádkou uhájil. V listopadu se u Moravských Budějovic spojilo s vojskem Pražanů Zikmunda Korybutoviče, které pak svou silou zaplašilo výpad vojsk Zikmunda Lucemburského a Albrechta Habsburského do Čech. Bohuslav ze Švamberka pak vedl svůj svaz na výpad do Rakouska k příhraničnímu městu a hradu Retz, nedaleko Znojma. Brzy nato však utrpěl při obléhání zranění obličeje následkem vystřeleného šípu a po několika dnech zemřel. Retz se nicméně podařilo dobýt. Výprava se poté vydala zpět na Moravu a Švamberkovy ostatky přenesla do Moravského Krumlova k pohřbení. Boje pak přes zimu až do roku 1426 utichly.